# Тонконіг
Тонконі́г (Poa) — рід багато-, рідше однорічних рослин родини тонконогових.
Налічує понад 500 видів, поширених у помірних і холодних зонах земної кулі. У Ведах згадується як «куша» (іноді — інший різновид — дурва (Cynodon dactilum)).
Тонконіг однорічний (Poa annua) помічений на західних схилах Антарктичного півострова поряд з чотирма дослідницькими станціями, куди його насіння потрапило на одязі і чоботах дослідників. Ця трава вже колонізувала декілька антарктичних островів, де вона стала панівним видом рослинності.
В Україні розповсюджені понад 20 видів, з яких найбільше значення мають тонконіг лучний (Poa pratensis), тонконіг звичайний (Poa trivialis) і тонконіг болотяний (Poa palustris) — усі багаторічні кореневищні низові зернівці, що їх охоче їдять тварини. Поширені на Поліссі і в Лісостепу.
Багато тонконогів — цінні кормові трави. Тонконіг дуже часто використовуються при створенні різних видів газонів. Це не дуже вибагливий злак, що має гарний вигляд.

## Види
Описано понад 500 видів роду тонконіг. Див. Список видів роду тонконіг.

## Галерея

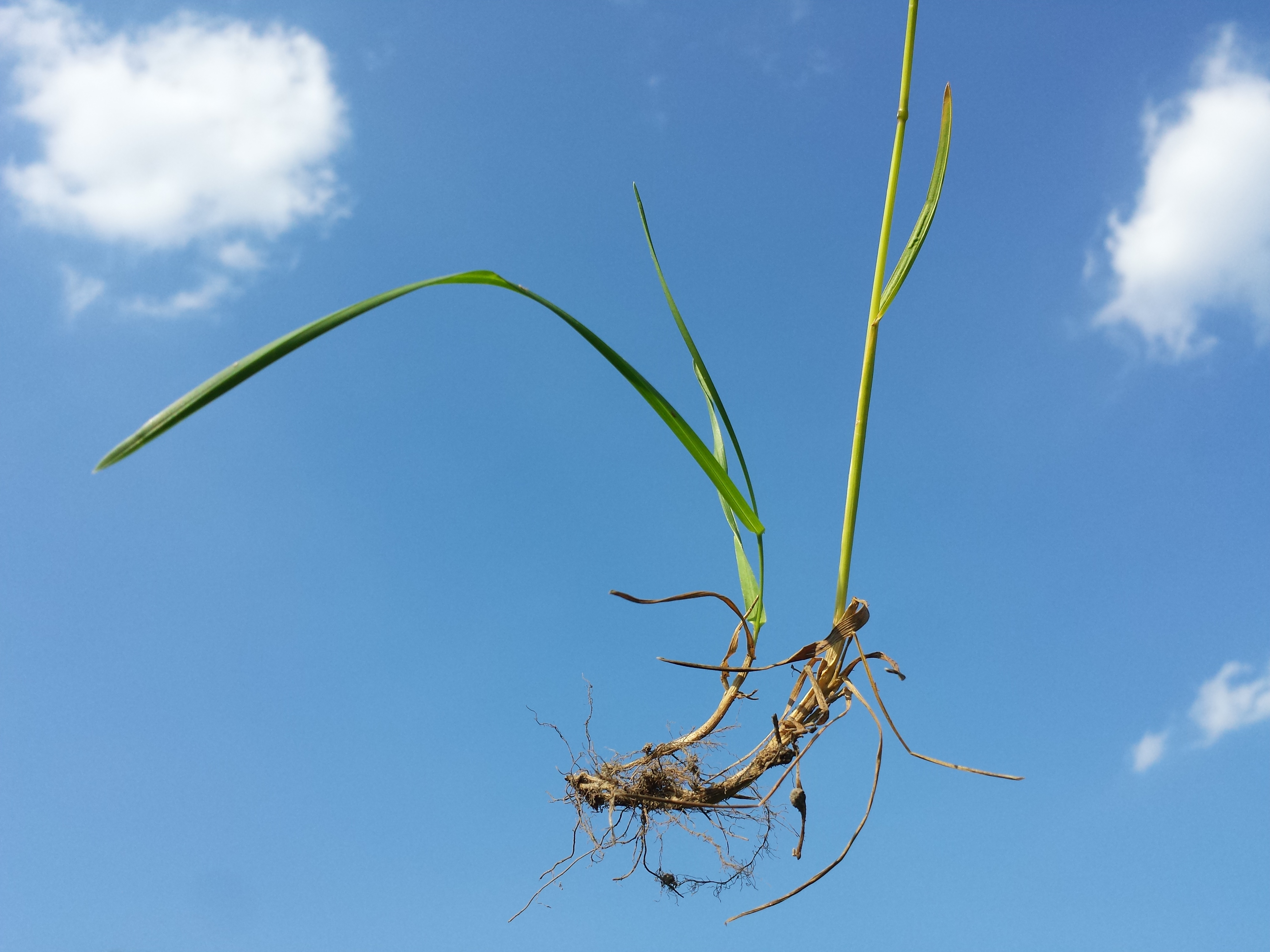
Рослина виду Poa pratensis
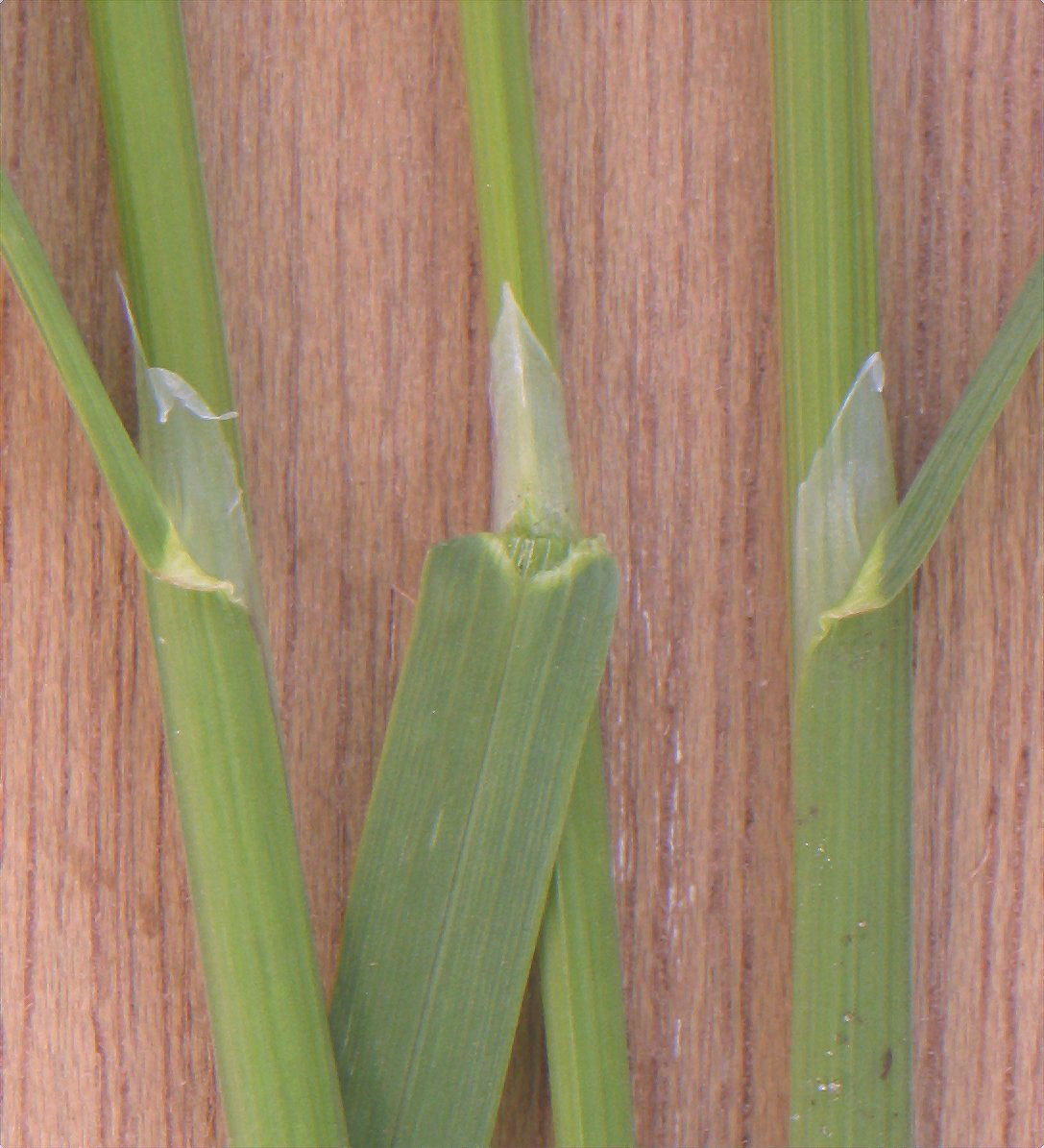
Листки з язичками виду Poa trivialis
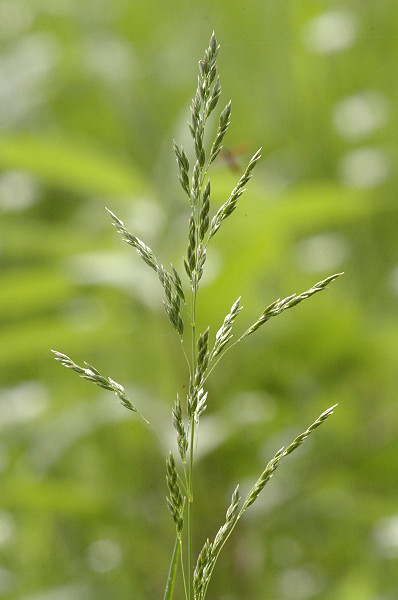
Суцвіття виду Poa nemoralis
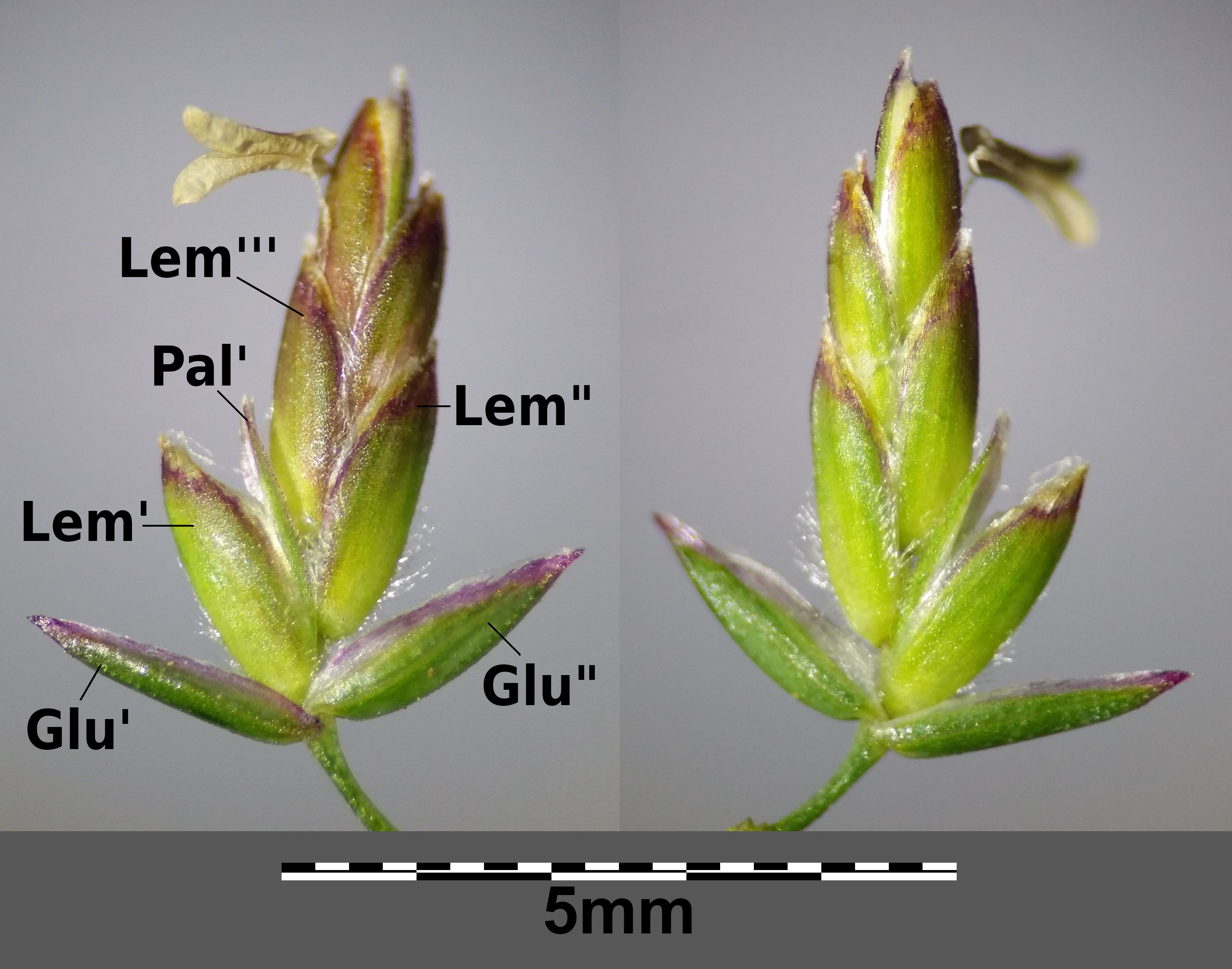
Колосочок виду Poa compressa
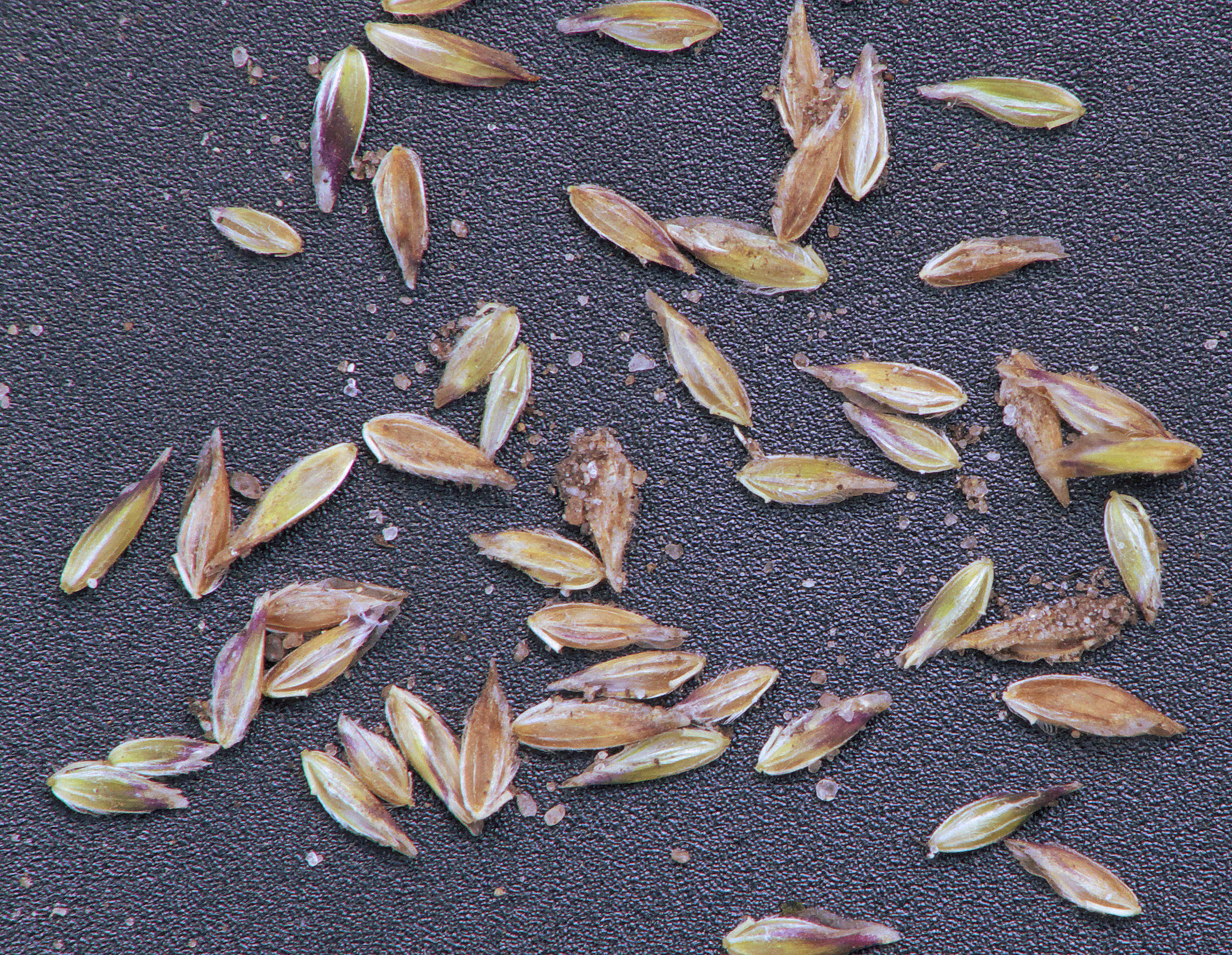
Плоди виду Poa annua